# Narganá

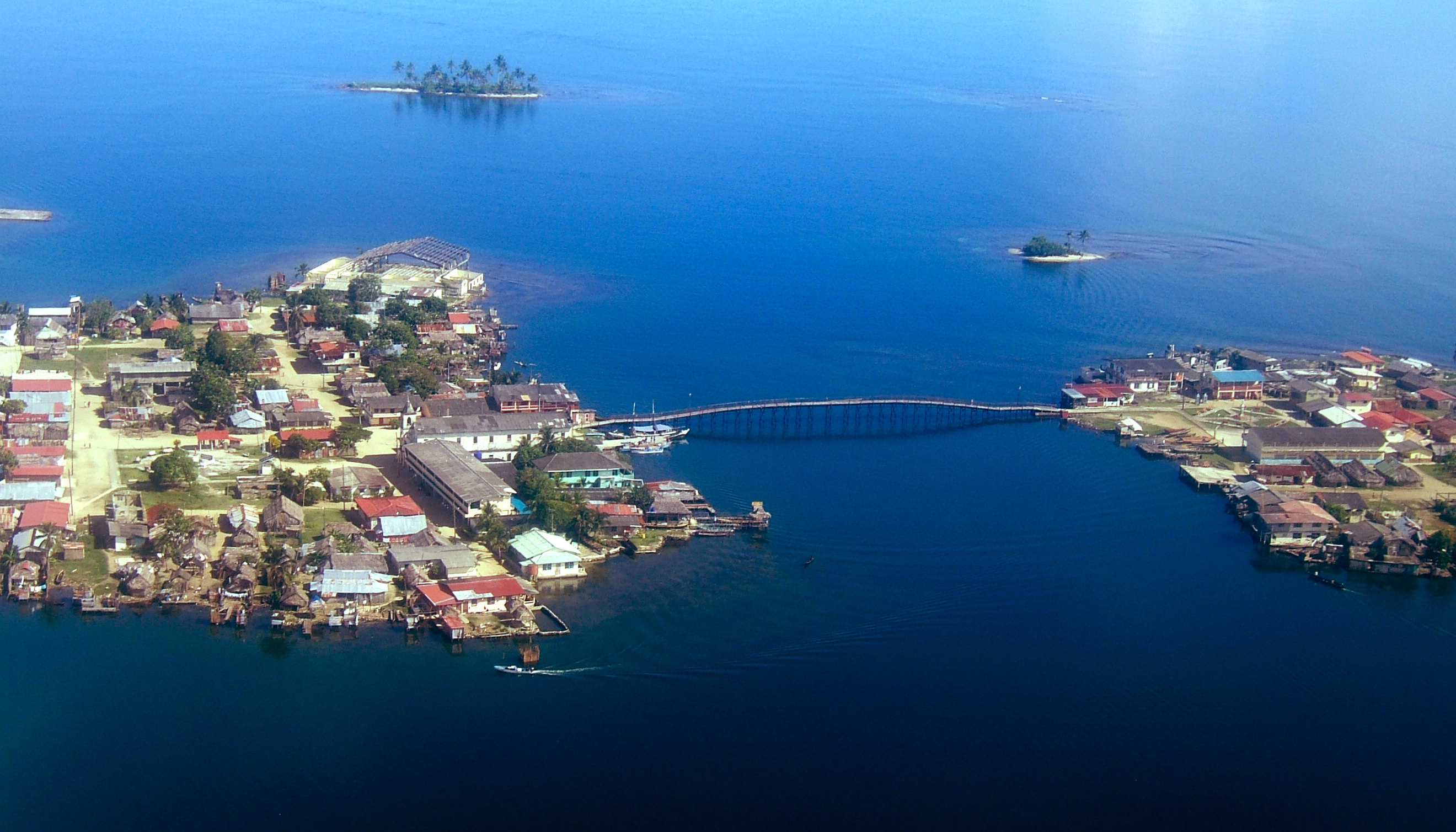
Narganá é a ilha à esquerda e Corazón de Jesús à direita, conectada por uma ponte

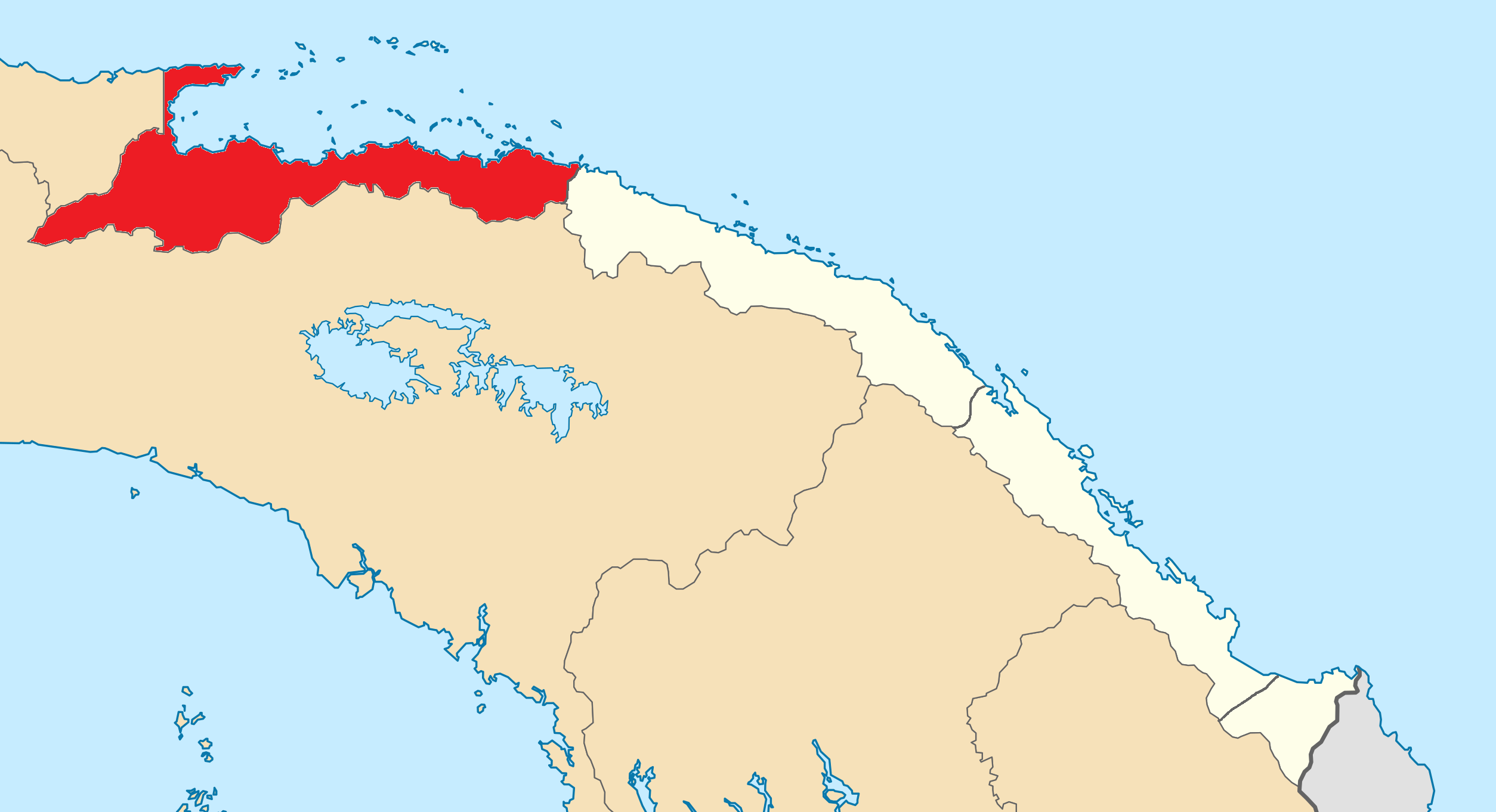
Local da ilha

Narganá ou Yandup na Linguagem Kuna é uma das ilhas pertencentes à Kuna Yala, um território autônomo ou comarca no Panamá . A cultura em Nargana é fortemente influenciada pelo Panamá e a maioria das pessoas é bilíngue, falando espanhol e a língua Kuna. A ilha tem uma área de 5,5 hectares e está completamente sobreconstruída, podendo ser percorrida em menos de 10 minutos. Há um pequeno hospital e escola na ilha. A ilha povoada mais próxima, Corazón de Jesús, está ligada a Nargana por uma ponte feito de concreto. Ambas as ilhas estão entre as mais ocidentalizadas das Ilhas San Blas .